# Setomima splendens
Setomima splendens är en tvåvingeart som först beskrevs av Tonnoir 1920.  Setomima splendens ingår i släktet Setomima och familjen fjärilsmyggor. Inga underarter finns listade i Catalogue of Life.